# Фрідріх фон Унгер
Госвін Ойген Ебергард Едуард Фрідріх фон Унгер (нім. Goswin Eugen Eberhard Eduard Friedrich von Unger; 12 жовтня 1885, Берлін — 22 червня 1972, Целле) — німецький офіцер, генерал-майор вермахту.

## Біографія
Син генерала кавалерії Вольфганга фон Унгера і його дружини Александри, уродженої Едле фон Грюн. 4 серпня 1904 року вступив в Прусську армію. Учасник Першої світової війни. 31 березня 1920 року звільнений у відставку. 1 березня 1934 року вступив в службу комплектування. З 1 грудня 1937 року служив в 7-му відділі (військові науки) Генштабу сухопутних військ. З 16 вересня 1939 року — 1-й офіцер Генштабу 10-го військового округу. З 20 квітня 1940 року — знову в Генштабі сухопутних військ. З 3 жовтня 1940 року — начальник Генштабу 3-го військового округу, з 25 березня 1943 по 25 лютого 1945 року — 33-го армійського корпусу, одночасно в червні-вересні 1944 року — командир 196-ї піхотної дивізії. З 30 березня по 5 квітня 1945 року виконував обов'язки командира свого корпусу і командувача вермахтом в Центральній Норвегії. З 15 квітня 1945 року — бойовий комендант Нойруппіна і Людвігслюста. 6 травня взятий в полон британськими військами. 17 грудня 1946 року звільнений.

## Сім'я
2 березня 1924 року одружився з Урсулою фон Рор. В пари народились 3 сини (1925, 1934 і 1936).

## Звання
- Фанен-юнкер (4 серпня 1904)
- Лейтенант (19 жовтня 1905; патент від 25 квітня 1904)
- Оберлейтенант (18 квітня 1913)
- Гауптман (27 січня 1915)
- Майор запасу (1 квітня 1920)
- Майор у відставці (1 лютого 1935)
- Майор служби комплектування (5 березня 1935)
- Оберстлейтенант служби комплектування (1 квітня 1939)
- Оберстлейтенант (1 квітня 1941)
- Оберст (1 лютого 1942)
- Генерал-майор (1 серпня 1944)

## Нагороди
- Залізний хрест
  - 2-го класу
  - 1-го класу (1 грудня 1915)
- Орден «За заслуги» (Баварія) 4-го класу з мечами
- Орден Церінгенського лева, лицарський хрест 2-го класу з мечами
- Нагрудний знак «За поранення» в сріблі
- Сілезький Орел 2-го і 1-го ступеня
- Орден Святого Йоанна (Бранденбург), почесний лицар
- Почесний хрест ветерана війни з мечами
- Медаль «За вислугу років у Вермахті» 4-го, 3-го і 2-го класу (18 років)
- Хрест Воєнних заслуг 2-го і 1-го класу з мечами (24 грудня 1940) — отримав 2 нагороди одночасно.